# Glencoe (Florida)
Glencoe es un lugar designado por el censo ubicado en el condado de Volusia en el estado estadounidense de Florida. En el Censo de 2010 tenía una población de 2.582 habitantes y una densidad poblacional de 155,09 personas por km².

## Geografía
Glencoe se encuentra ubicado en las coordenadas 29°0′18″N 80°58′24″O / 29.00500, -80.97333. Según la Oficina del Censo de los Estados Unidos, Glencoe tiene una superficie total de 16.65 km², de la cual 16.55 km² corresponden a tierra firme y (0.58%) 0.1 km² es agua.

## Demografía
Según el censo de 2010, había 2.582 personas residiendo en Glencoe. La densidad de población era de 155,09 hab./km². De los 2.582 habitantes, Glencoe estaba compuesto por el 96.32% blancos, el 1.01% eran afroamericanos, el 0.12% eran amerindios, el 0.58% eran asiáticos, el 0% eran isleños del Pacífico, el 0.74% eran de otras razas y el 1.24% pertenecían a dos o más razas. Del total de la población el 2.25% eran hispanos o latinos de cualquier raza.